# Hyporhamphus melanopterus
Hyporhamphus melanopterus är en fiskart som beskrevs av Bruce Baden Collette och Nikolai Vasilyevich Parin, 1978. Hyporhamphus melanopterus ingår i släktet Hyporhamphus och familjen Hemiramphidae. Inga underarter finns listade i Catalogue of Life.